# Jacob de Gheyn III
Jacob de Gheyn III, aussi connu sous le nom de Jacob III de Gheyn,  né en 1596 et mort en 1641 ou en 1644, est un graveur et un peintre du siècle d'or néerlandais.

## Biographie
Jacob de Gheyn III est né en 1596 à Haarlem ou à Leyde,.
Il est le fils de Jacob de Gheyn II. Voyageur enthousiaste, jeune homme, il visite l'Italie et est actif à La Haye en 1616. Il voyage en Suède en 1620, mais rentre à La Haye en 1627. Il grave principalement des sujets mythologiques dont Hercules et Fortune.
Jacob de Gheyn III est également architecte et paysagiste.
Il est mort le 5 juin 1641 à Utrecht,,.

#### Monographies
- (en) I. Q. van Regteren Altena, Jacques de Gheyn : an introduction to the study of his drawings, Amsterdam, Swets & Zeitlinger, 1935 (OCLC 920715979), p. 15-16, 27, 64, 79-79, 114.
- (en) I. Q. van Regteren Altena, Jacques de Gheyn : three generations, La Haye, Nijhoff, 1983 (ISBN 90-247-2741-3, OCLC 902232700), p. 109-131, 134, 3 vol.

#### Dictionnaires
- (en) A checklist of painters c1200-1976 represented in the Witt Library, Londres, Courtauld Institute of Art/Mansell, 1978 (OCLC 906302108)  (ISBN 0-7201-0718-0).
- (de) Allgemeines Künstlerlexikon : die bildenden Künstler aller Zeiten und Völker, vol. 53 (2007), p. 6.
- (nl) Edwin Buijsen, Charles Dumas, Haagse schilders in de Gouden Eeuw : het Hoogsteder lexicon van alle schilders werkzaam in Den Haag 1600-1700, La Haye, Kunsthandel Hoogsteder & Hoogsteder, 1998 (OCLC 898989214)  (ISBN 90-400-9295-8), p. 307.
- (en) Hugo Chapman et Stacey L. Sell, Drawing in silver and gold : from Leonardo to Jasper Johns, Princeton (NJ), Princeton University Press, 2015 (ISBN 978-0-691-16612-4), passim.
- (en) Dutch & flemish etchings, engravings and woodcuts ca. 1450-1700, Amsterdam, Hertzberger, 1952, vol. 7, p. 193-200.
- (nl) Horst Gerson, « jungen de Gheyn », Ausbreitung und Nachwirkung der holländischen Malerei des 17. Jahrhunderts, Amsterdam, B. M. Israel, 1983 (OCLC 898777609)  (ISBN 90-6078-086-8), p. 369.
- (nl) Hollstein, vol. 7 (1952), p. 193-200.
- (nl) Stefanie Kollmann, Niederländische Kunst und Künstler im London des 17. Jahrhunderts, Hildesheim, Olms, 2000 (ISBN 3-487-11155-1, OCLC 901267111), p. 204.
- (en) Walter L. Strauss, The Illustrated Bartsch, New York, Abaris, 1985 (OCLC 920920632), vol. 53, p. 181-216.
- (de) Ulrich Thieme et Felix Becker, Allgemeines Lexikon der Bildenden Künstler von der Antike bis zur Gegenwart, vol. 13, E. A. Seemann, 1920, 604 p. (lire en ligne), p. 533
- (nl) F. G. Waller et Willem R. Juynboll, Beheerders van het Wallerfonds, Biographisch woordenboek van Noord Nederlandsche graveurs, Amsterdam, Israël, 1974 (ISBN 90-6078-070-1, OCLC 898799099), p. 110.
- (en) Adriaan van der Willigen, Marijke C. de Kinkelder, Dictionary of Dutch and Flemish Landscape and Marine painters working in oils, active before 1725 (typescript uit 1993-1998, in bewerking door en met aanvullingen van Marijke de Kinkelder, conservator Oude Kunst, RKD), 1993-1998 (OCLC 920907828).